# La Ritournelle (film, 2014)
Pour les articles homonymes, voir Ritournelle (homonymie).
Pour plus de détails, voir Fiche technique et Distribution.
La Ritournelle est un film français réalisé par Marc Fitoussi, sorti en 2014.

## Synopsis
Brigitte et Xavier sont éleveurs en Normandie où ils ont une exploitation prospère. Leurs deux enfants viennent de quitter le giron familial, et le couple se retrouve dans un incertain tête-à-tête, enfermé dans une routine qui pèse de plus en plus à Brigitte. Source de tension constante, cette usure finit par menacer leur vie conjugale. Pour ranimer la flamme de leur amour, l'un et l'autre vont devoir se réinventer, en empruntant des chemins inattendus. Mais la reconquête se révèle parfois une belle et périlleuse aventure.

## Fiche technique
- Titre : La Ritournelle
- Réalisation : Marc Fitoussi
- Scénario : Marc Fitoussi et Sylvie Dauvillier
- Photographie : Agnès Godard
- Son : Olivier Le Vacon
- Décors : François Emmanuelli
- Costumes : Marité Coutard
- Montage : Laure Gardette
- Musique originale : Tim Gane et Sean O’Hagan
- Supervision musicale : Pascal Mayer et Steve Bouyer
- Pays d'origine :  France
- Productrice déléguée : Caroline Bonmarchand
- Coproducteur : Isaac Sharry
- Production déléguée : Avenue B
  - Coproduction : France 2 Cinéma et Vito Films
  - Association : SOFICA Indéfilms 1
- Distribution France : SND
- Genre : comédie romantique
- Format : couleur - 1,85:1
- Durée : 96 minutes
- Date de sortie : 11 juin 2014 ( France)

## Distribution
- Isabelle Huppert : Brigitte Lecanu
- Jean-Pierre Darroussin : Xavier Lecanu
- Michael Nyqvist : Jesper
- Pio Marmaï : Stan
- Jean-Charles Clichet : Régis
- Marina Foïs : Christiane
- Audrey Dana : Laurette
- Anaïs Demoustier : Marion
- Clément Métayer : Grégoire
- Lakshan Abenayake : Apu

## Bande originale
Sauf indication contraire ou complémentaire, les informations mentionnées dans cette section proviennent du générique de fin de l'œuvre audiovisuelle présentée ici.
- La Belle Vie - versions de Julie London et de The Drifters
- Warm in the Winter de Glass Candy

## Lieux de tournages
(sources : générique et L2TC)
- Le Mans : scènes de la foire agricole
- Paris :
- Seine-Maritime[1] : Angerville-la-Martel[2],[3], Saint-Hilaire-Petitville, Saint-Valery-en-Caux, Thérouldeville, Theuville-aux-Maillots, Veules-Les-Roses, Yvetôt (gare)
- Israël : scènes finales